# Constantino Suárez González
Constantino Nicanor Suárez González (Nueva Imperial, 10 de enero de 1921-abril de 2010) fue un profesor y político chileno.

## Biografía
Nació en Nueva Imperial, el 10 de enero de 1921. Hijo de Domingo Suárez Mieres y Constantina González Blanco.
Estudió su Enseñanza Primaria en Nueva Imperial para luego trasladarse a Temuco donde terminó sus estudios secundarios. En la universidad se tituló como Profesor de Filosofía y Teología.
En su juventud, se incorporó al grupo de Intelectuales Católicos dedicados a la reflexión donde adoptó una tendencia que lo llevó a integrarse a la Falange Nacional. Más tarde, en 1957, ingresó al Partido Demócrata Cristiano.
Regidor por Nueva Imperial, cargo que asumió el 21 de mayo de 1950.
En 1957 fue elegido diputado por la Vigesimoprimera Agrupación Departamental "Temuco, Lautaro, Imperial, Pitrufquén y Villarrica", período 1957-1961. Integró la Comisión Permanente de Economía y Comercio.
En 1961 fue reelegido diputado por la Vigesimoprimera Agrupación Departamental, período 1961-1965. Integró la Comisión Permanente de Educación Pública; y fue diputado reemplazante en la Comisión Permanente de Vías y Obras Públicas.
En 1965 fue nuevamente reelegido diputado por la Vigesimoprimera Agrupación Departamental, período 1965-1969. Integró la Comisión Permanente de Gobierno Interior; y la de Policía Interior y Reglamento.
Falleció en abril de 2010.